# George Inness

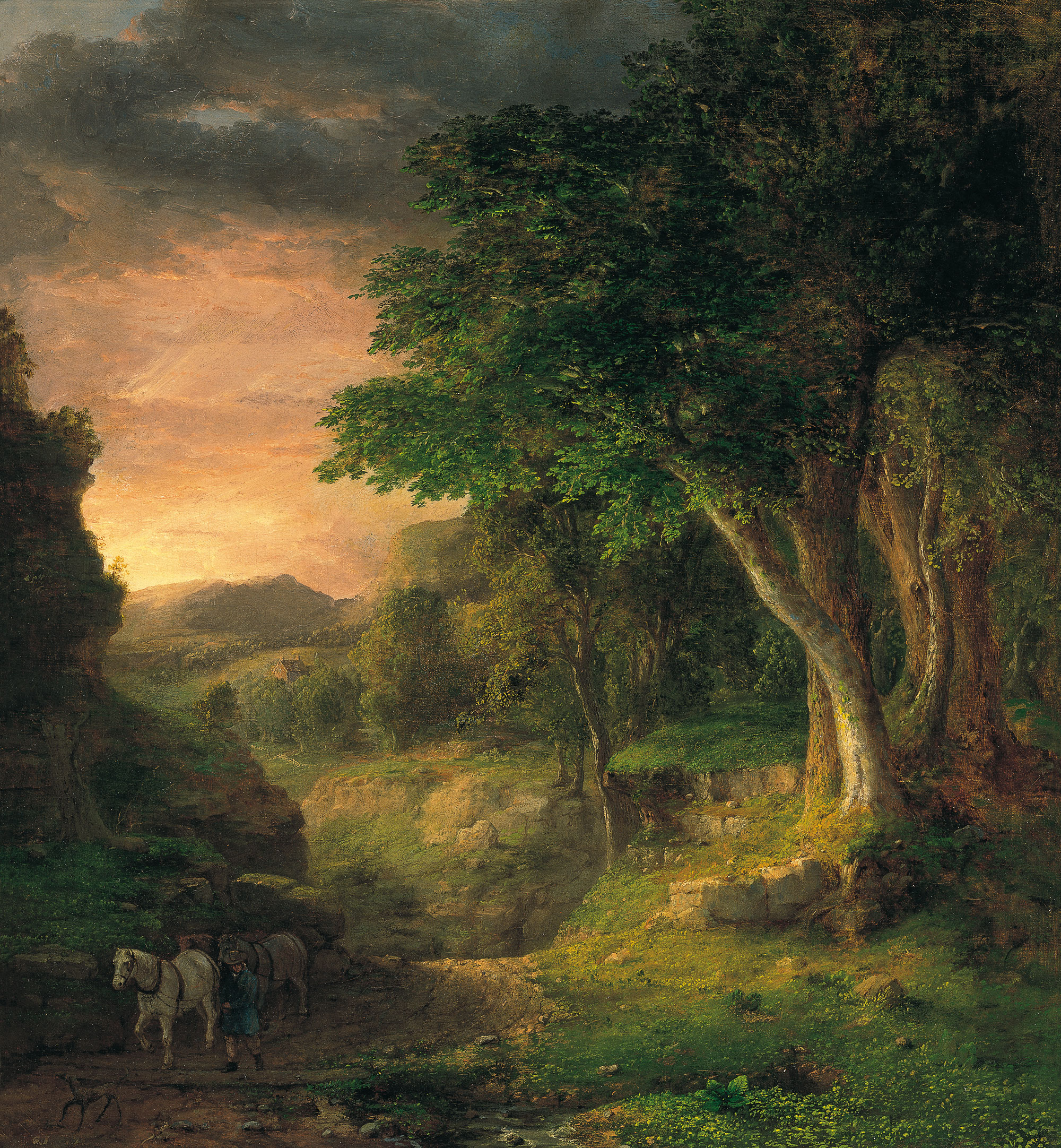
In the Berkshires (Als Berkshires, 1848-1850), oli sobre tela. Museu Thyssen-Bornemisza

George Inness (Newburgh, estat de Nova York 1825 - Bridge of Allan, prop de Stirling, Escòcia 1894). Paisatgista estatunidenc vinculat a l'Escola del Riu Hudson.

## Biografia

### Joventut, aprenentatge i primeres obres
George Inness va ser el cinquè dels tretze fills de John Williams Inness i de Clarissa Baldwin. El 1839 va estudiar amb un pintor itinerant anomenat John Jesse Barker. En la seva adolescència, Inness va treballar com a gravador de mapes a Nova York, on va cridar l'atenció del pintor paisatgista Regis Francois Gignoux, amb qui posteriorment va estudiar. A mitjans de la dècada de 1840 va assistir a classes a la National Academy of Design, i va estudiar l'obra dels artistes de l'Escola del Riu Hudson, com Thomas Cole i Asher Brown Durand. Mentre, Inness va obrir el seu primer estudi a Nova York.
A mitjans dels anys 1850, Inness va ser encarregat per la Delaware, Lackawanna and Western Railroad de realitzar pintures que documentessin el creixement de l'Amèrica industrial a la Vall de Lackawanna, Pennsilvània. The Lackawanna Valley (ca. 1855) és una obra que integra la tecnologia i la Natura dins d'un paisatge viscut de primera mà. Posteriorment, Inness no només va eliminar la presència industrial de les seves obres, sinó que va realitzar la major part del seu treball en el seu estudi, dibuixant de memòria per produir escenes que sovint s'inspiraven en llocs concrets, però cada vegada amb més atenció pels aspectes formals.
L'any 1851, un mecenes va patrocinar el seu primer viatge a Europa, on va passar més d'un any a Roma. En varis viatges a París, va entrar en contacte amb els pintors de l'Escola de Barbizón. George Inness va esdevenir el principal exponent de l'estil d'aquesta escola pictórica als Estats Units d'Amèrica. L'any 1854 nasqué el seu fill George Inness, Jr., que també es va ésser un pintor de paisatges.

### Carrera artística posterior
Entre 1855 i 1874 la seva destresa pictòrica va augmentar molt, amb obres com Delaware Water Gap (1861) o Delaware Valley (1865). Els seus llenços de petit format d'aquesta etapa mostren que ja no estava tan preocupat pels detalls, com els pintors de l'Escola del Riu Hudson, sinó que va començar a explorar la llum i el color a la manera de J-B Camille Corot i de l'Escola de Barbizón. El seu creixent control sobre les relacions espaials, l'escala, el dibuix i el color li van permetre assolir una sensació més idíl·lica i tranquil·la a les seves obres.
A partir de 1875, i amb obres com Autumn Oaks (c. 1875), Inness va encetar una etapa d'una gran concentració del sentiment, presagiant la preeminència del color sobre la forma en les seves obres finals. Va explorar les idees que havia articulat en el seu article “Colours and Le Correspondences”, en el qual descrivia la significació espiritual de certes combinacions de colors. La seva visió mística de la natura es va anar intensificant, i les seves pintures es van anar dissolvent en un color brillant, magnífic en si mateix, i que ja no estava recolzat per la construcció formal. A The Home of the Heron (1893), l'Inness va utilitzar una subtil varietat tonal, amb una atmosfera nebulosa que d'alguna forma traslluïa la filosofía de The New Church, a la qual s'havia adherit.

## Galeria d'obres
Progressió de pintures en ordre cronològic.

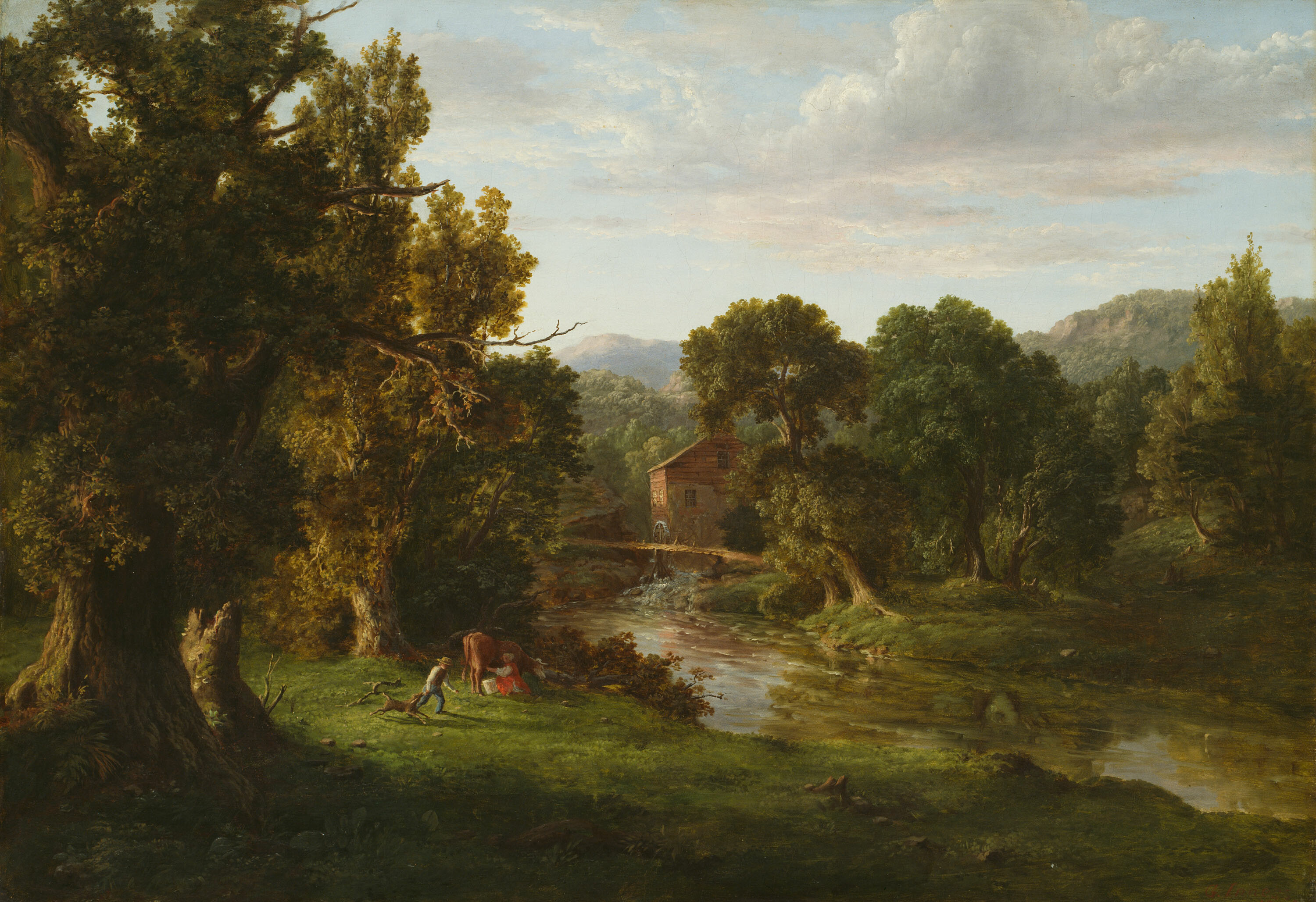
The Old Mill (El vell molí, 1849), oli sobre tela. Institut d'Art de Chicago (Art Institute of Chicago)
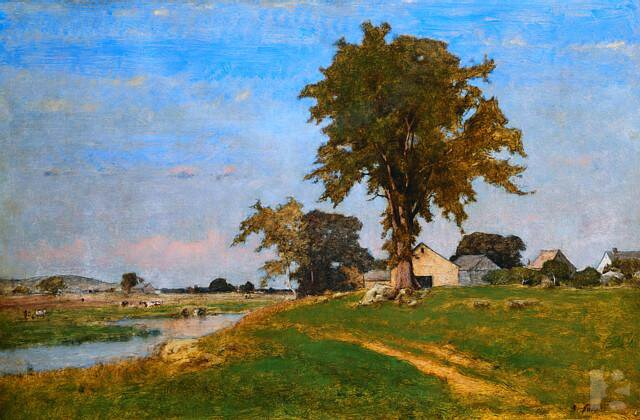
Old Elm at Medfield (Vell om a Medfield, data?), oli sobre tela.
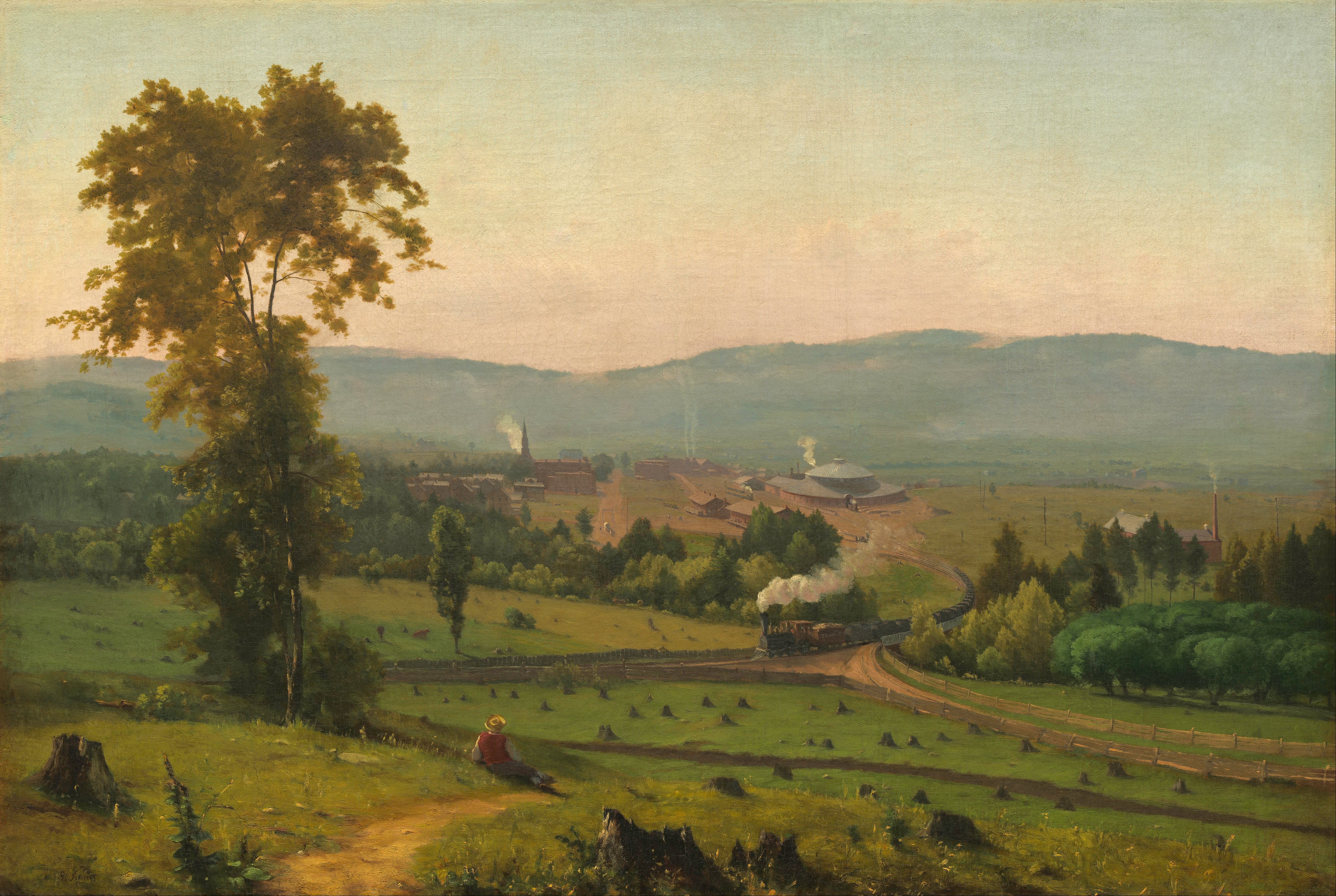
The Lackawanna Valley (La vall de Lackawanna, 1855), oli sobre tela. National Gallery of Art, Washington DC
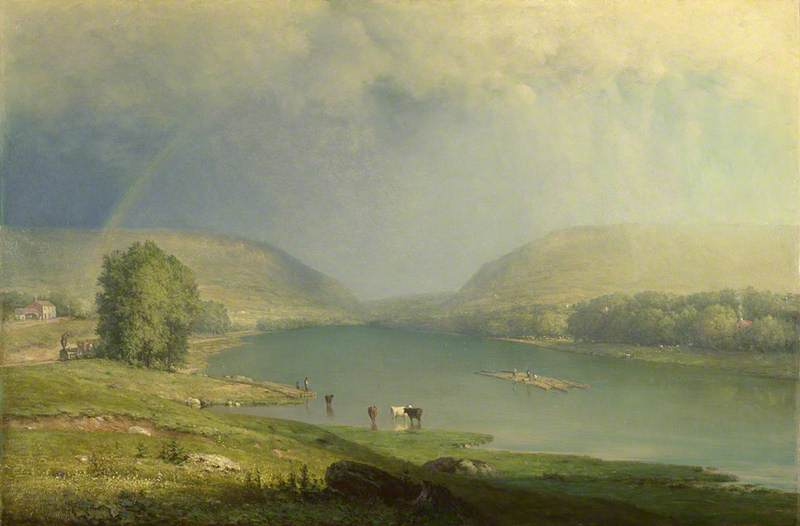
The Delaware Water Gap (Clusa del riu Delaware, ca. 1857), oli sobre tela. National Gallery of Art, Washington DC
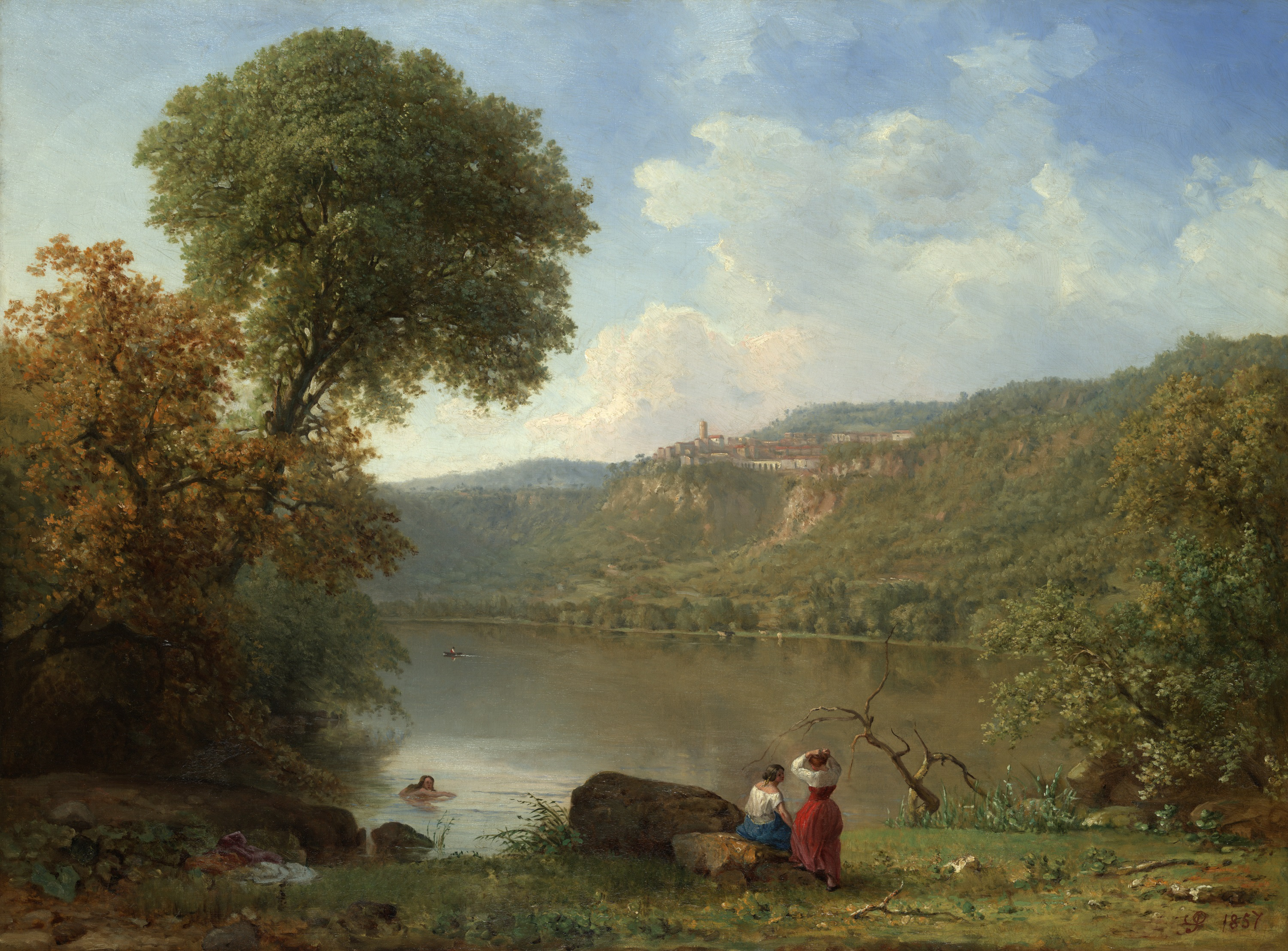
Lake Nemi, oil on canvas, 1857. Galeria d'Art de la Universitat Yale
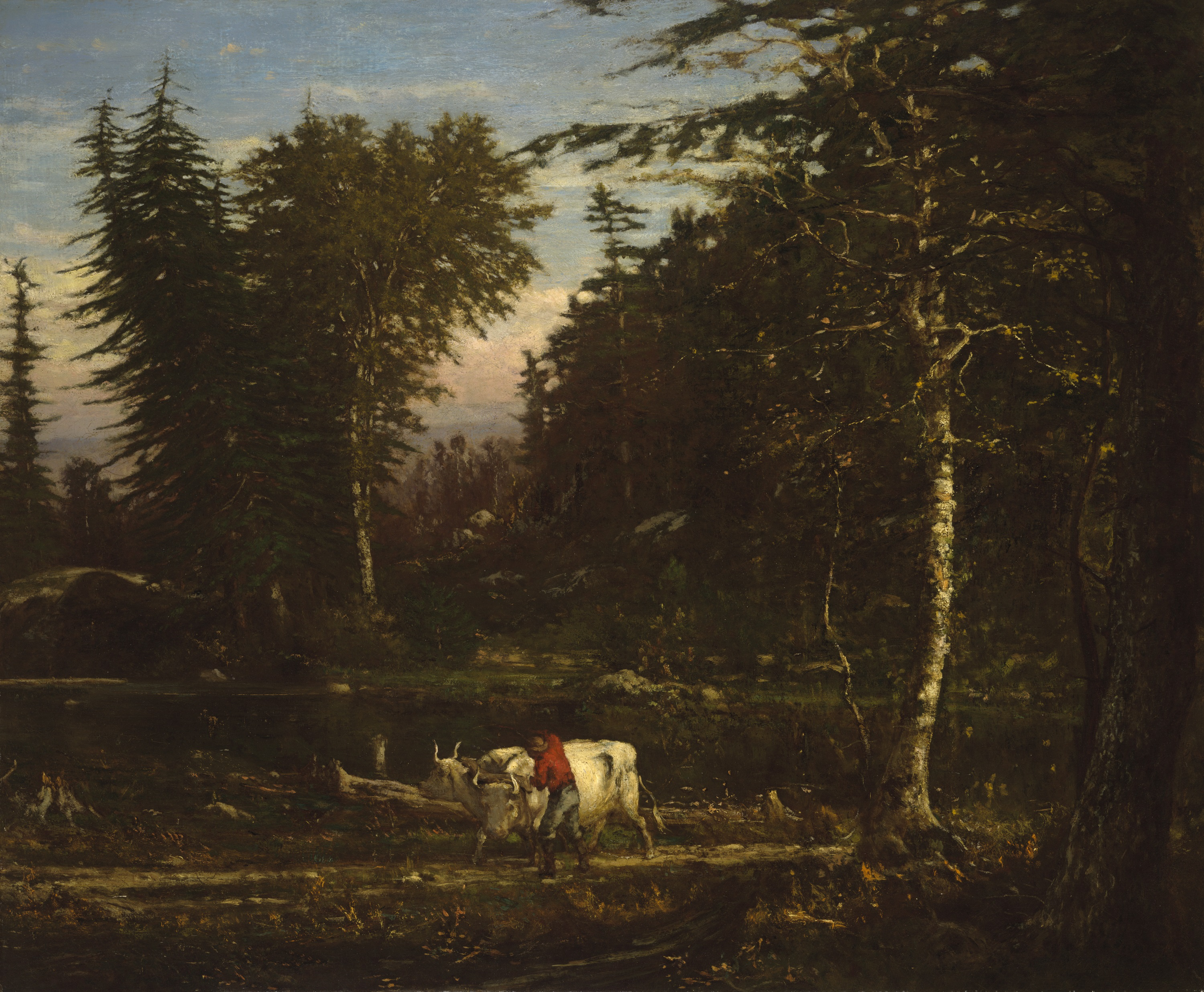
In the Adirondacks (Als Adirondacks, ca. 1862), oli sobre tela. Galeria d'Art de la Universitat Yale
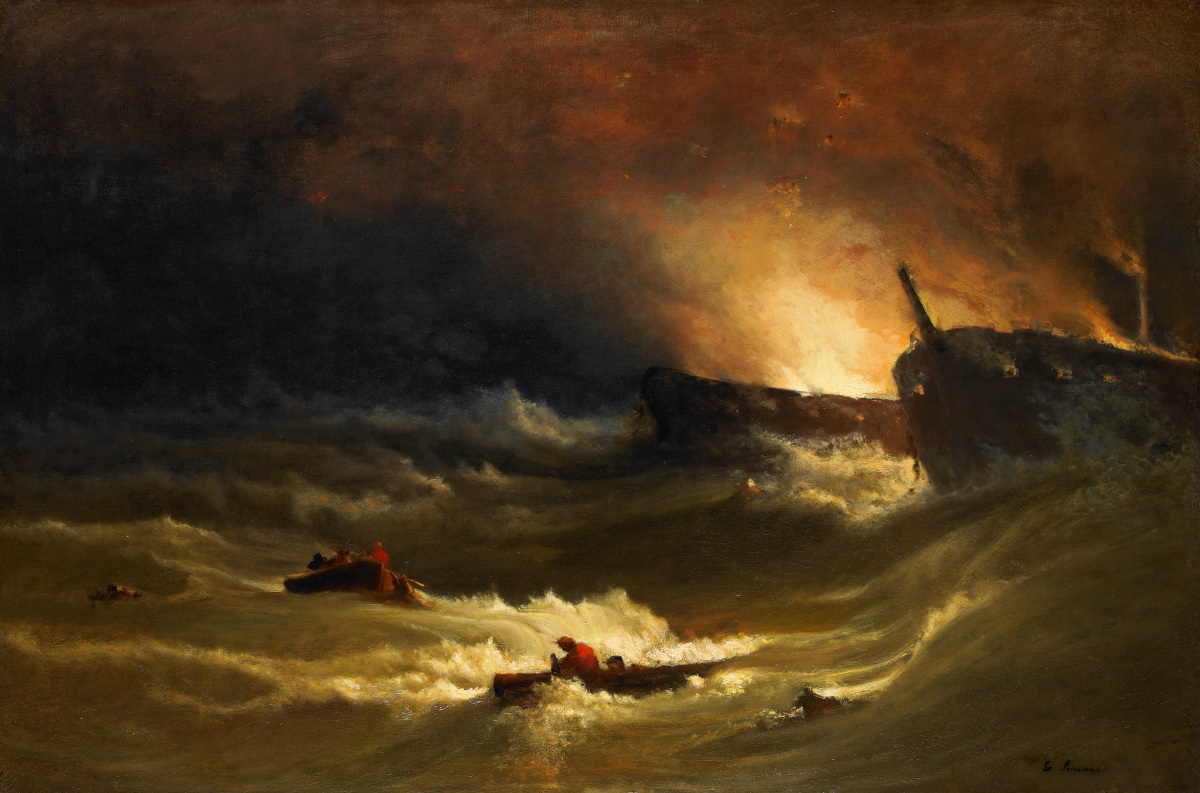
Tragedy at Sea (Tragèdia al mar, 1865), oli sobre tela. Museu d'Art de Birmingham, Alabama
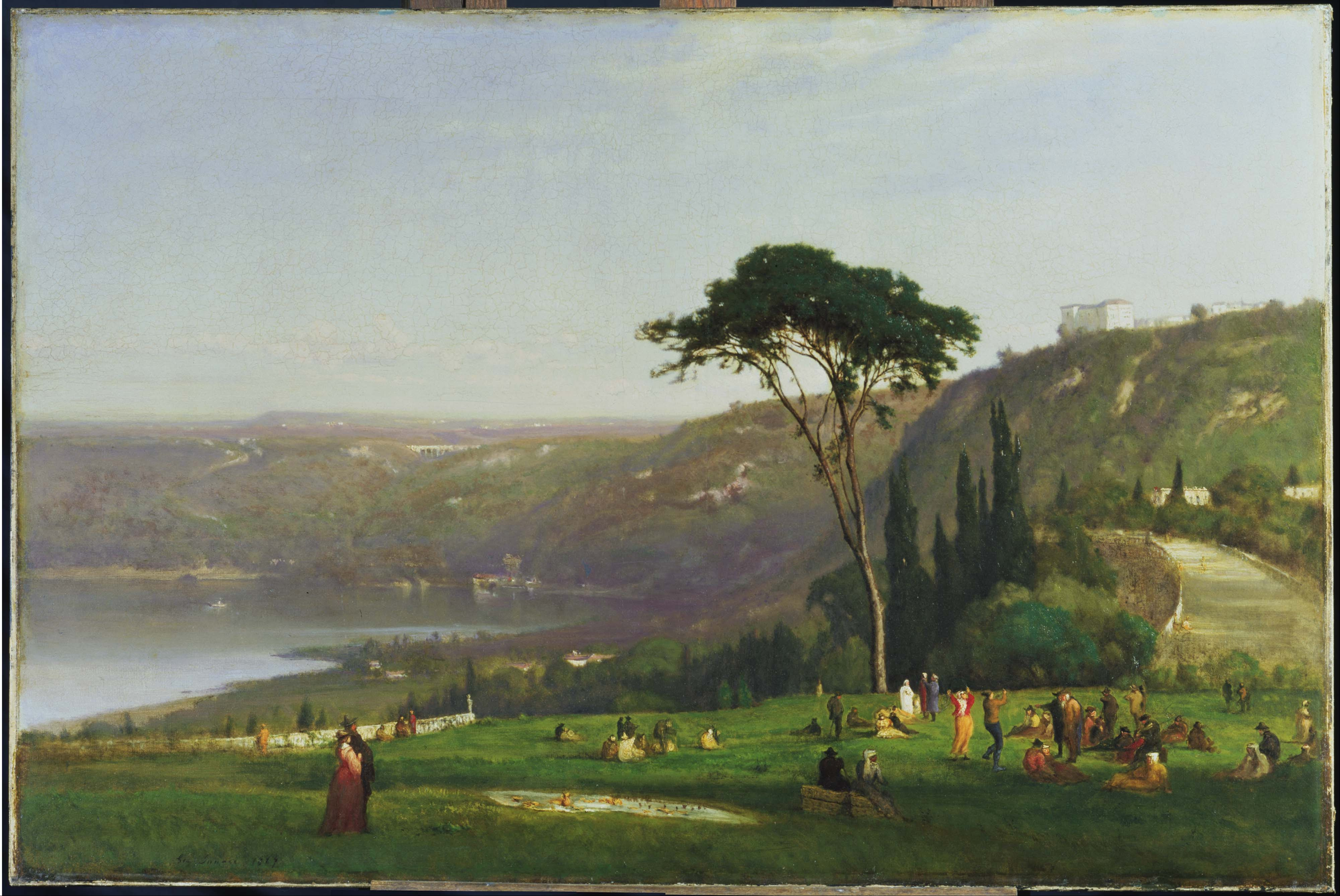
Lake Albano (El llac Albano, 1869), oli sobre tela. The Phillips Collection, Washington DC
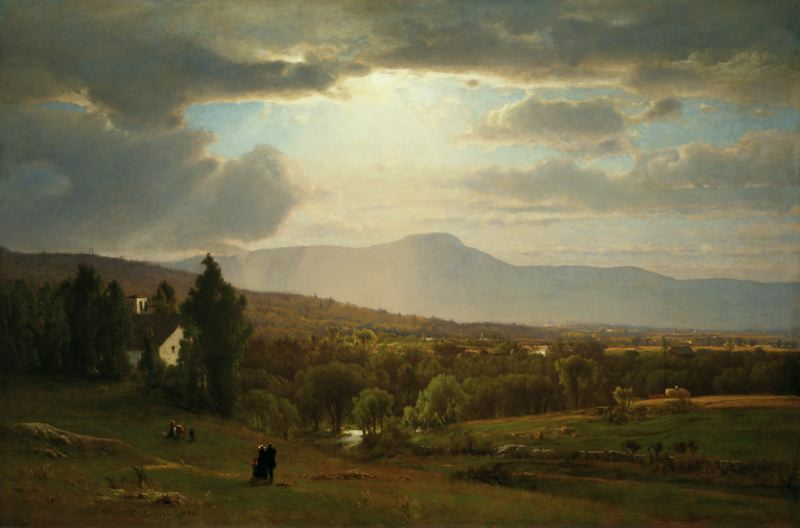
Catskill Mountains (Les muntanyes Catskill, 1870), oli sobre tela. Institut d'Art de Chicago
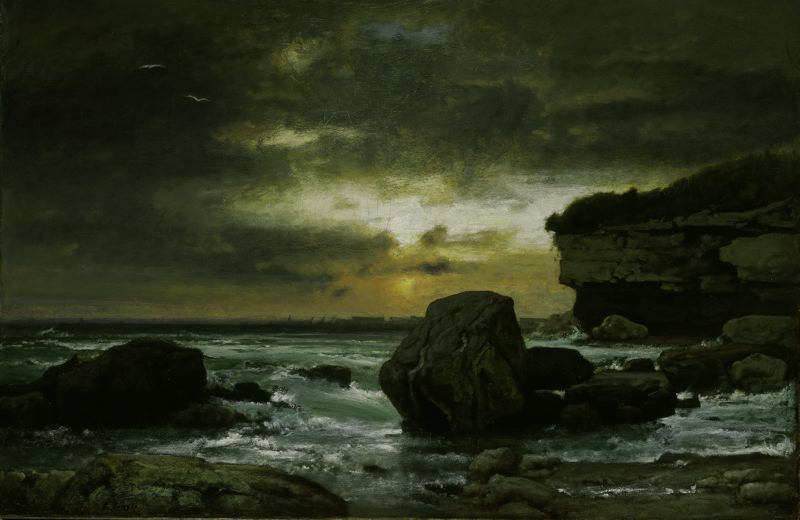
A Marine (Una marina, 1874-75), oli sobre tela. Institut d'Art de Chicago
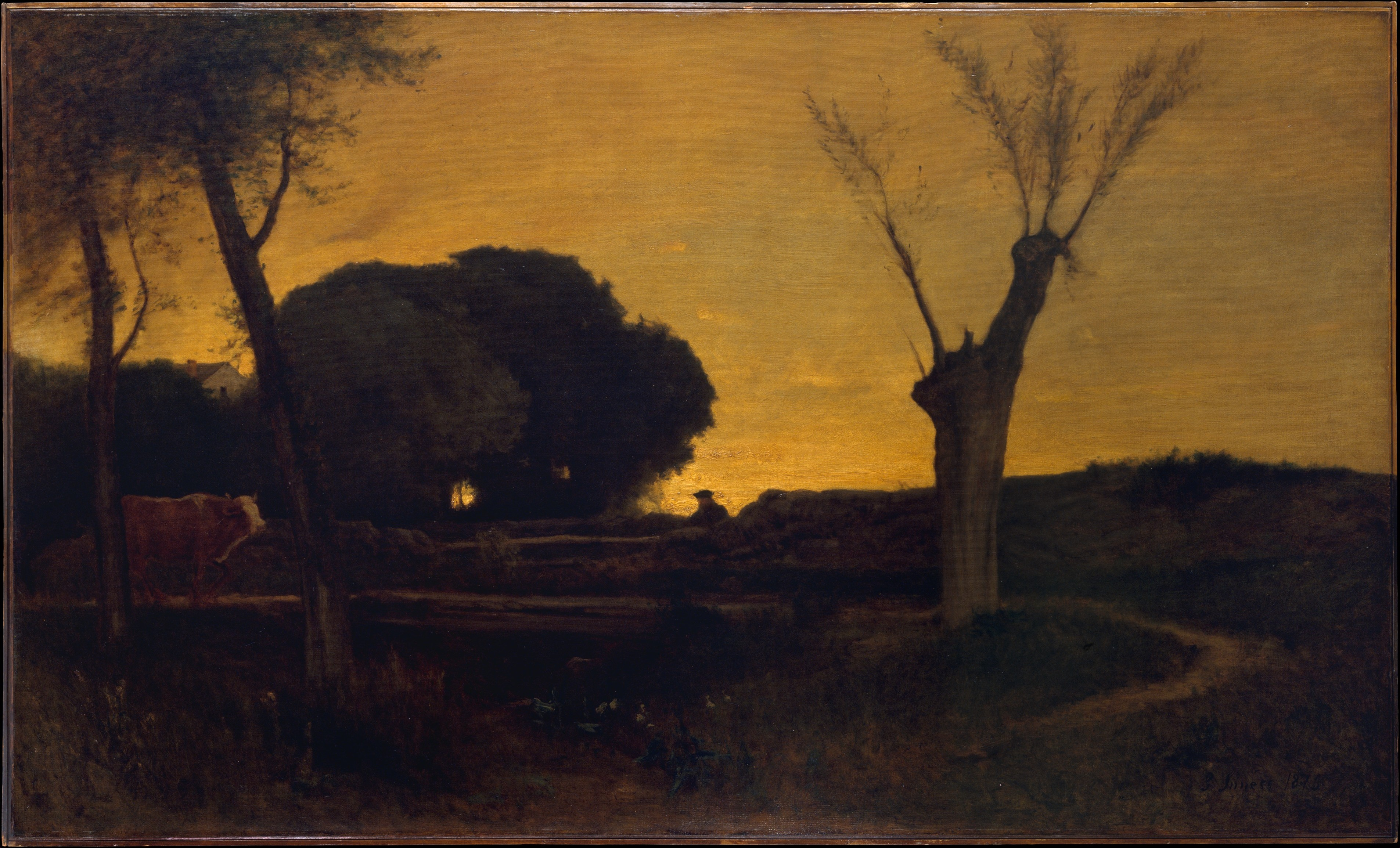
Evening at Medfield, Massachusetts (Capvespre a Medfield, Massachusetts, 1875). Metropolitan Museum of Art
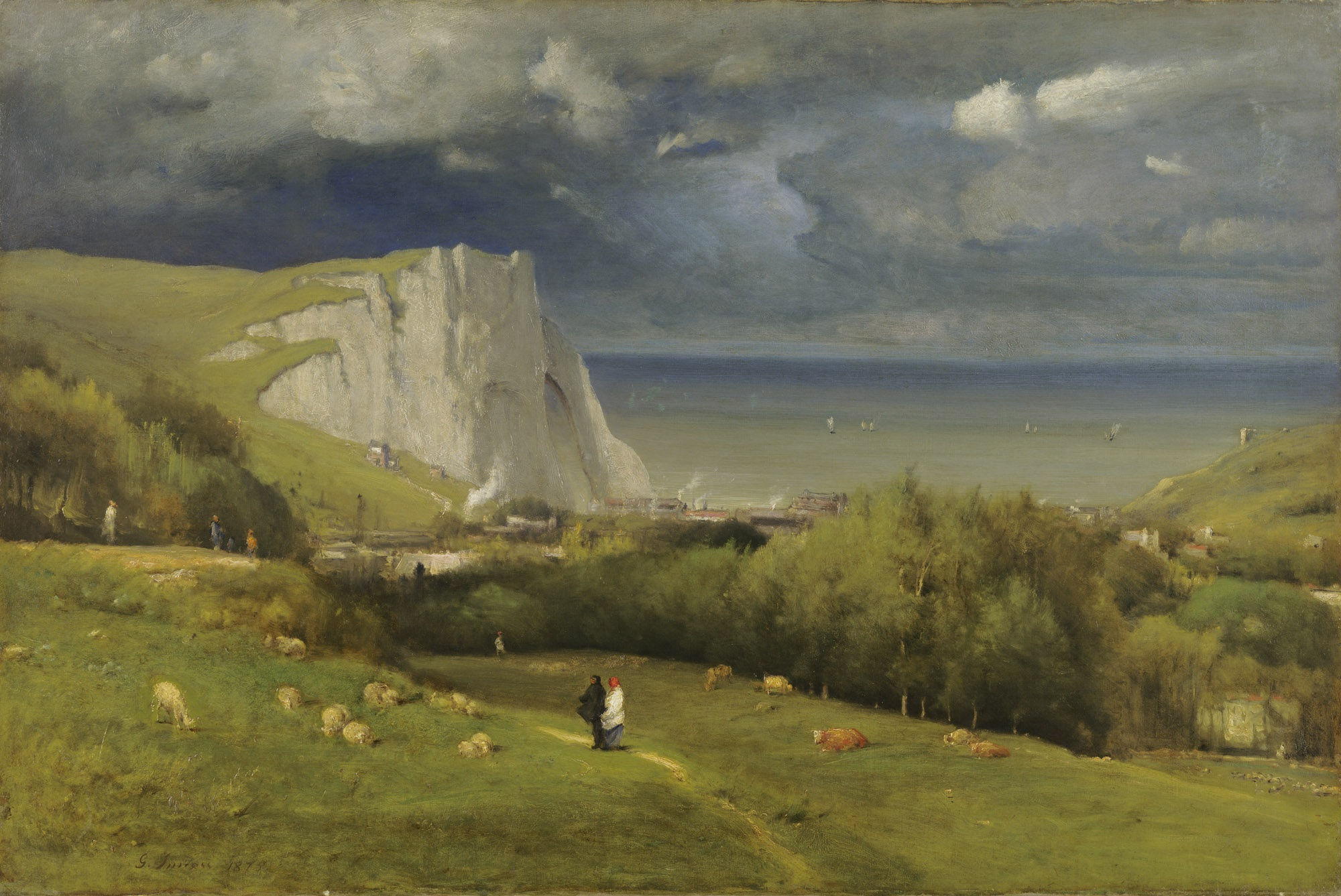
Étretat (1875), oli sobre tela. Wadsworth Atheneum
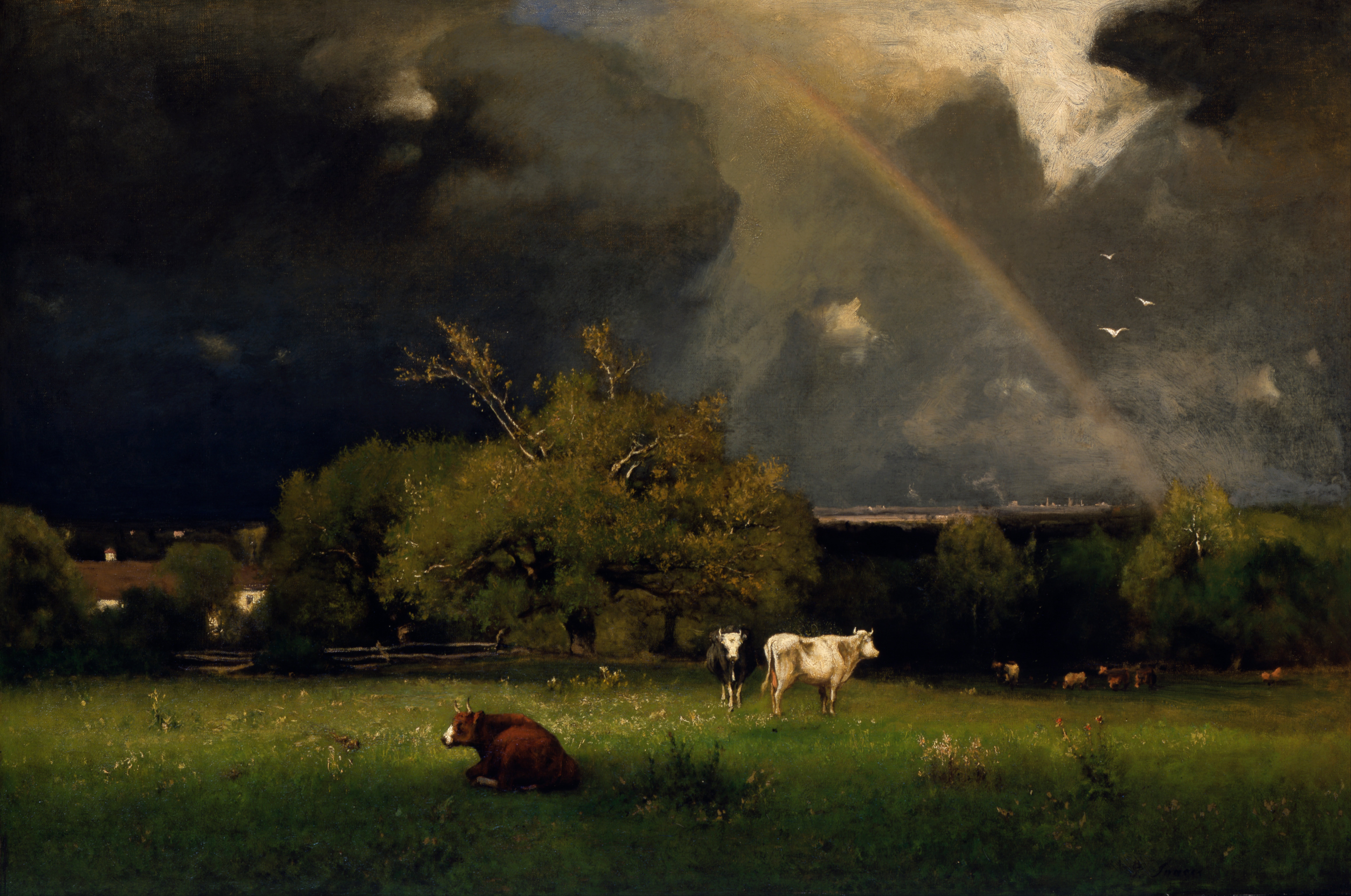
The Rainbow (L'arc de Sant Martí, ca. 1878), oli sobre tela. Indianapolis Museum of Art
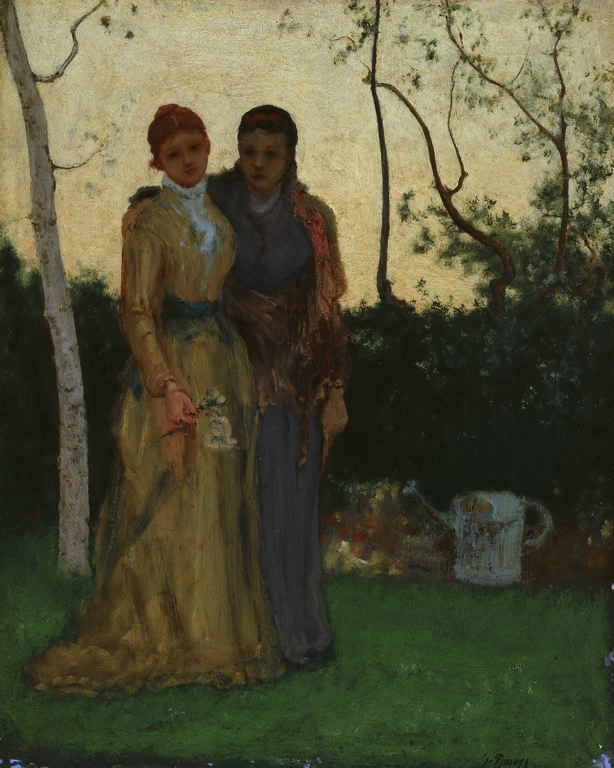
Two Sisters in the Garden (Dues germanes al jardí, 1882), oli sobre taula. Institut d'Art de Chicago
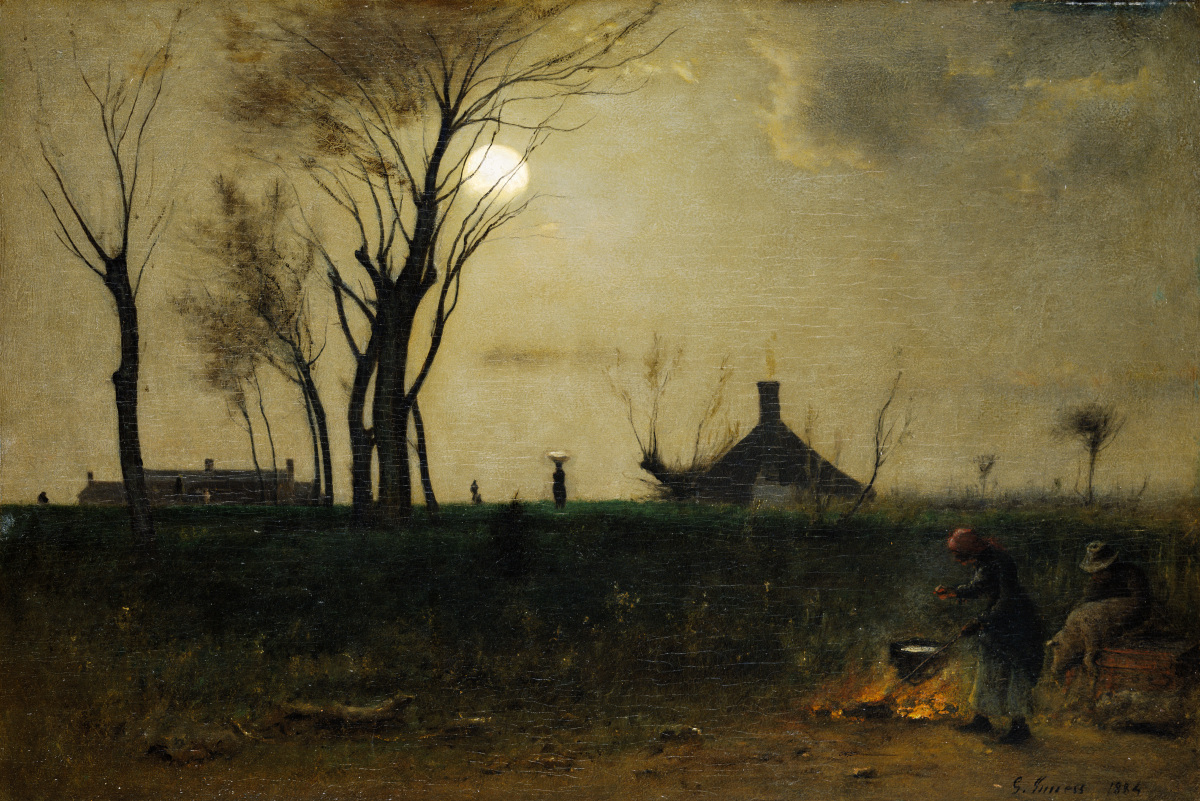
Moonlight in Virginia (Clar de lluna a Virgínia, 1884), oli sobre tela. Museu d'Art de Birmingham, Alabama
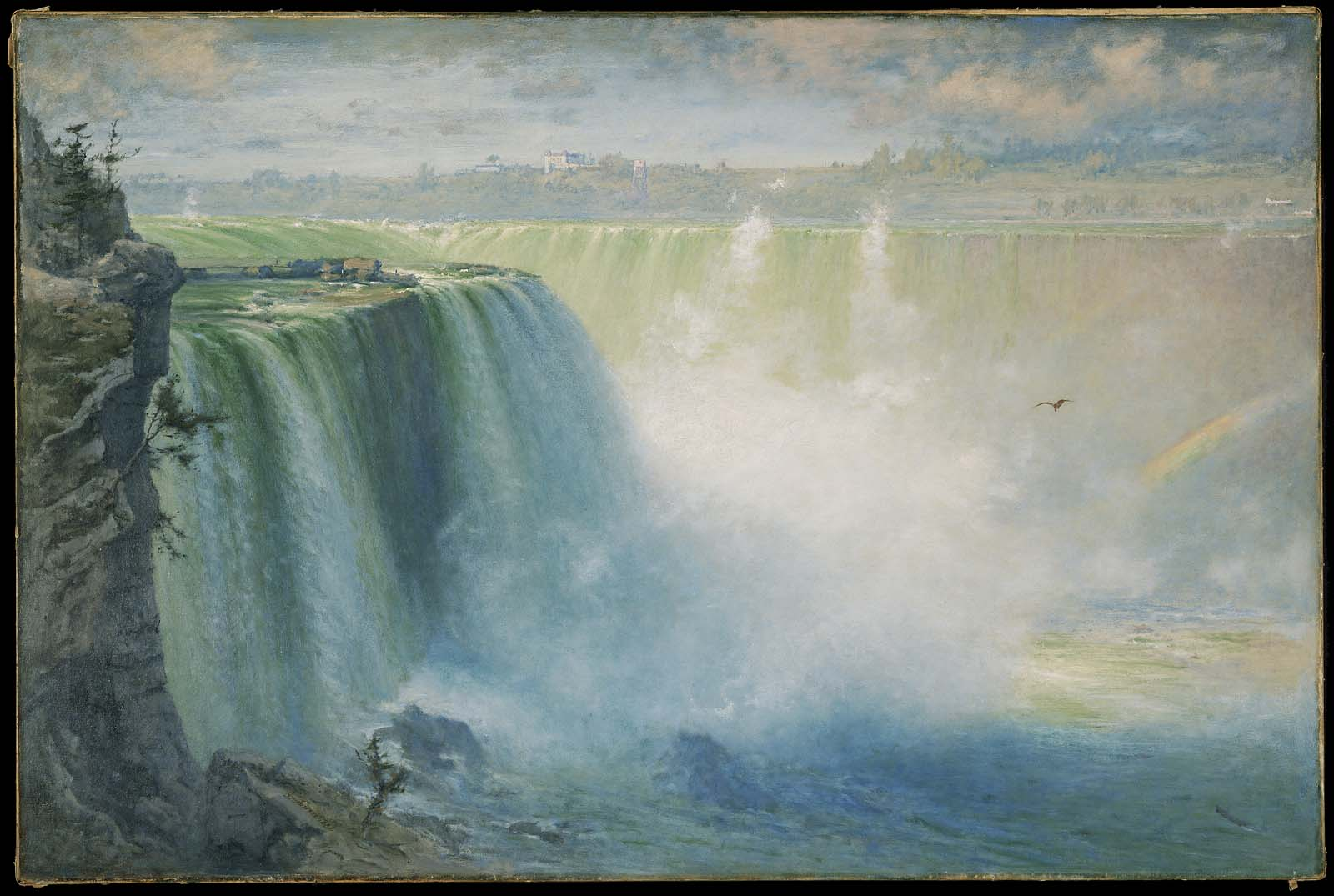
Blue Niagara (Niàgara blau, 1884). Museu de Belles Arts de Boston
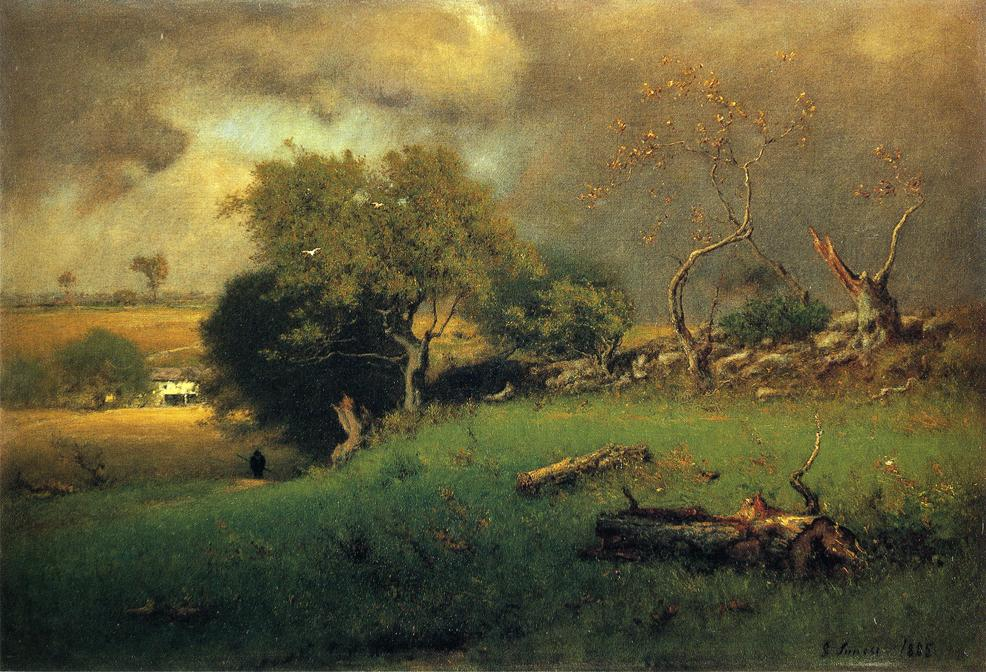
The Storm (La tempesta, 1885), oli sobre tela. Reynolda House Museum of American Art, Carolina del Nord
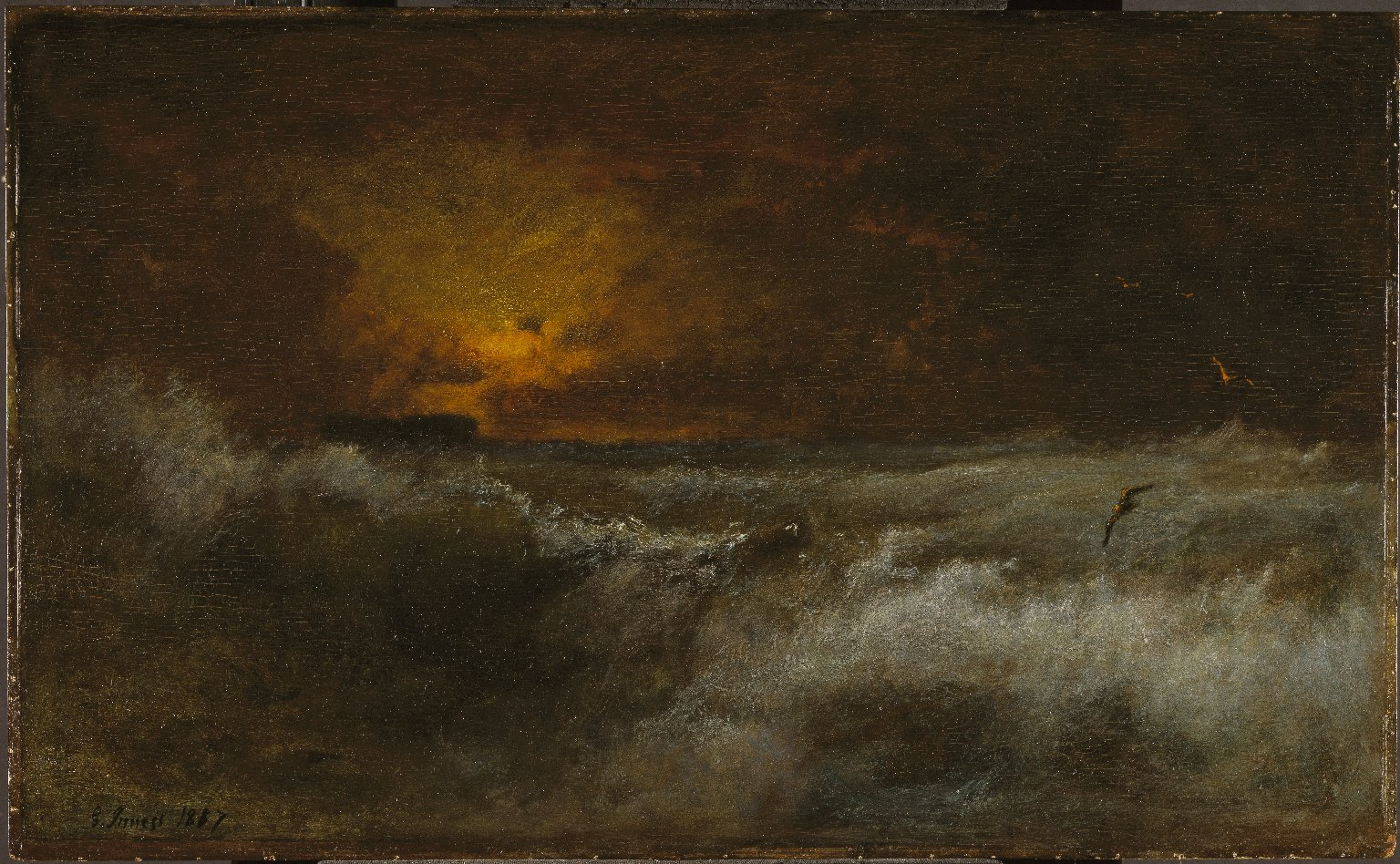
Sunset over the Sea (Posta sobre la mar, ca. 1887), Museu de Brooklyn
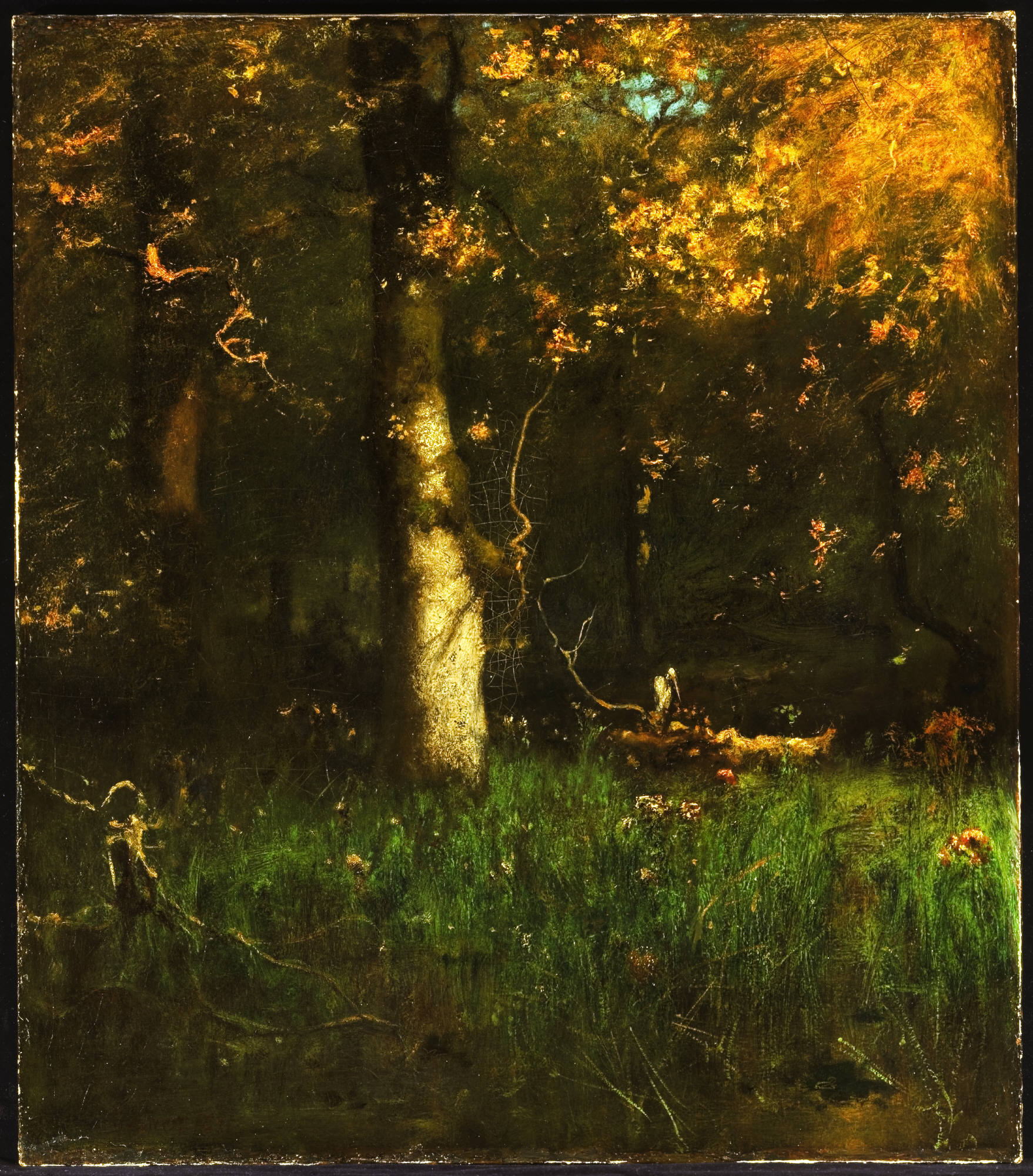
The Home of the Heron (La llar del bernat pescaire, 1891), oli sobre tela. Princeton University Art Museum
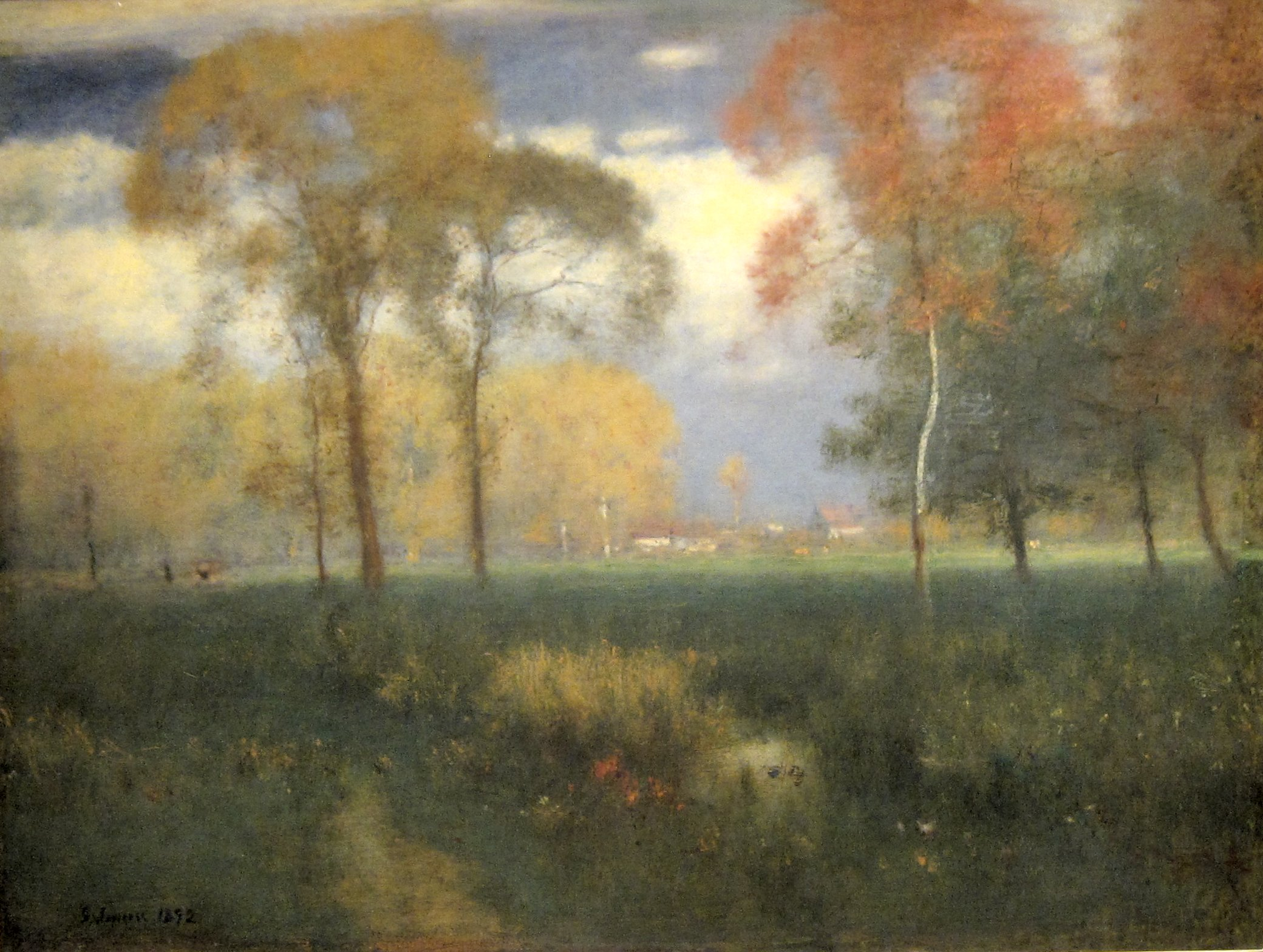
Sunny Autumn Day (Dia de tardor assolellat, 1892), oli sobre tela. Museu d'Art de Cleveland